# Pascal Dusapin
Pascal Dusapin (Nancy, 29 maggio 1955) è un compositore francese.

## Biografia
Studia prima con Olivier Messiaen al Conservatoire national supérieur de musique et de danse di Parigi, poi con Iannis Xenakis, tra il 1974 e il 1978, ed infine con Franco Donatoni.
Nel 1993 e 1994 è stato Compositore in residenza con l'Orchestre National Symphonique de Lyon.
Nel 2003 la sua opera Perelà Uomo di fumo viene creata all'Opéra Bastille di Parigi ottenendo un importante successo di pubblico e di critica, e viene subito dopo ripresa all'Opéra di Montpellier, mentre nel 2006 Dusapin consegue un'altra notevole affermazione con la prima esecuzione assoluta dell'opera Faustus, the Last Night, frutto di una doppia commissione internazionale rivoltagli dell'Opéra di Lione e della Staatsoper Unter den Linden di Berlino.

## La sua musica
In opposizione ai cosiddetti "compositori spettrali" (ovvero a quel gruppo di compositori che basano il loro lavoro sulla ricerca sui parametri fisico-acustici del suono), nonché a certe correnti francesi sviluppatesi dagli anni novanta che collocano in primo piano la stretta interdisciplinarità tra composizione musicale e ricerca scientifica, Pascal Dusapin è un compositore che ha sempre tenuto in massima considerazione la componente "artigianale" del comporre, e la correlazione tra la struttura compositiva (e la sua filosofia) ed il suo prodotto fonico.
È autore di numerosi brani per strumento solista, musica da camera, musica vocale e per orchestra che hanno ottenuto vasti consensi internazionali; ha inoltre composto vari lavori di teatro musicale che sono stati rappresentati diffusamente in Europa e in America.
Nel 2005 la prima assoluta della sua Perelà Suite commissionata dalla Filarmonica della Scala fu diretta da James Conlon nel Teatro alla Scala di Milano trasmessa da Retequattro.
La maggior parte dei suoi lavori sono editi da Salabert (Parigi).

## Riconoscimenti
- nel 1979 riceve il prix Hervé Dugardin della SACEM (la società degli autori francesi)
- in quanto vincitore del Prix de Rome, risiede dal 1981 al 1983 alla Villa Medici di Roma
- nel 1993 il premio dell'Académie des beaux-arts e quello del Syndicat de la Critique
- nel 1994 il Prix Symphonique de la SACEM
- nel 1995 il Grand Prix National de Musique assegnatogli dal Ministero della Cultura
- nel 1998 riceve la Victoire de la musique grazie ad un CD inciso dall’Orchestre National de Lyon, e nuovamente riceve lo stesso riconoscimento nel 2002, come Compositeur de l'année
- nel 2005 ottiene il premio Cino del Duca.

## Opere scelte

### Composizioni per strumento solista
- Incisa per violoncello (1982)
- Item per violoncello (1985)
- Itou per clarinetto basso (1985)
- Indeed per trombone (1987)
- Iti per violino (1987)
- I pesci per flauto (1989)
- In & Out per contrabbasso (1989)
- Études per pianoforte (1998/1999)
- In nomine per viola (2000)

### Composizioni da camera e per ensemble
- Musique captive per otto strumenti a fiato (1980
- Musique fugitive per trio d'archi (1980)
- Quatuor à cordes n°1 per quartetto d'archi (1982/1996)
- Sly per quattro tromboni (1987)
- Time Zones, Quatuor à cordes n°2 per quartetto d'archi (1989)
- Stanze per quintetto di ottoni (1991)
- Coda per tredici strumenti (1992)
- Quatuor à cordes n°3 per quartetto d'archi (1993)
- Loop per doppio quartetto di violoncelli (1996)
- Quatuor à cordes n°4 per quartetto d'archi (1997)
- Cascando per otto strumenti (1998)

### Musica vocale
- To God per soprano e clarinetto (1985)
- Il-Li-Ko per soprano (1987)
- So Full of Shapes is Fancy per soprano e clarinetto basso (1990)
- La Melancholia, oratorio per quattro voci soliste, coro a 12 voci miste, tre strumenti solisti, grande orchestra e elettronica (1991)
- Canto per soprano, clarinetto e violoncello (1994)
- Two walkings per due soprani (1994)

### Musica orchestrale
- Timée per orchestra (1978)
- L'Aven per flauto e orchestra (1981)
- Assai per orchestra (1985 al Teatro La Fenice di Venezia)
- Haro per orchestra (1987)
- Khôra per orchestra d'archi (1993)
- Watt per trombone e orchestra (1994)
- Celo per violoncello e orchestra (1996)
- Clam per orchestra (1997/1998)
- A Quia per pianoforte e orchestra (2002)
- Exeo per orchestra (2002)

### Opere liriche
- Roméo & Juliette (1985-1988)
- Medeamaterial (1991)
- To be sung (1992-1993)
- Perelà Uomo di fumo (2003)
- Faustus, the Last Night (2006)
- Passion, creato al Festival d'Aix en Provence (2008)